# Eleição municipal de Fortaleza em 2016
A eleição municipal da cidade brasileira de Fortaleza ocorreu em 2 de outubro de 2016 para eleger um prefeito, um vice-prefeito e 43 vereadores para a administração da cidade. O então prefeito Roberto Cláudio, do PDT, disputou com Capitão Wagner, do PR, o segundo turno no dia 30 de outubro, com Roberto conseguindo sua reeleição.

## Temas discutidos
Os principais temas debatidos pelos postulantes à Prefeitura foram a grave crise de segurança pública enfrentada pela cidade de Fortaleza, tal qual o estado do Ceará como um todo, a situação de moradores de rua, que foi agravada com a crise econômica de 2014 no país, o comércio informal na cidade, como por exemplo a Feira da Rua José Avelino, entre outros.

## Candidatos
Nota: a tabela a seguir está organizada por ordem alfabética de candidatos.
| Prefeito(a)       | Prefeito(a) | Prefeito(a) | Vice-prefeito(a)  | Vice-prefeito(a) | Vice-prefeito(a) | Coligação | N.º |
| Candidato(a)      | Partido     | Partido     | Candidato(a)      | Partido          | Partido          | Coligação | N.º |
| ----------------- | ----------- | ----------- | ----------------- | ---------------- | ---------------- | --- | --- |
| Francisco Gonzaga |             | PSTU        | Nivânia Amâncio   |                  | PSTU             | Sem coligação | 16  |
| Heitor Férrer     |             | PSB         | Dimas Oliveira    |                  | REDE             | "Você Pode Acreditar" (PSB / REDE) | 40  |
| João Alfredo      |             | PSOL        | Raquel Lima       |                  | PCB              | "A Fortaleza Que Resiste" (PSOL / PCB) | 50  |
| Luizianne Lins    |             | PT          | Elmano de Freitas |                  | PT               | Sem coligação | 13  |
| Roberto Cláudio   |             | PDT         | Moroni Torgan     |                  | DEM              | "Fortaleza só Tem a Ganhar" (PDT / DEM / PP / PEN / PSC / PSDC / PRTB / PTC / PPS / PTN / PPL / PSL / PV / PTB / PSD / PROS / PMB / PCdoB) | 12  |
| Ronaldo Martins   |             | PRB         | Nina Carvalho     |                  | PRB              | Sem coligação | 10  |
| Tin Gomes         |             | PHS         | Nilton Araújo     |                  | PTdoB            | "Para Humanizar Fortaleza" (PHS / PTdoB / PMN / PRP)                                                                                       | 31  |
| Capitão Wagner    |             | PR          | Gaudêncio Lucena  |                  | PMDB             | "Juntos Somos Mais" (PR / PMDB / PSDB / Solidariedade)                                                                                     | 22  |

## Resultados

### Prefeito

#### Primeiro turno
| Partido | Partido | Candidato         | Votos     | Votos (%) |
| ------- | ------- | ----------------- | --------- | --------- |
|         | PDT     | Roberto Cláudio   | 524 973   | 40,81%    |
|         | PR      | Capitão Wagner    | 400 802   | 31,15%    |
|         | PT      | Luizianne Lins    | 193 687   | 15,06%    |
|         | PSB     | Heitor Férrer     | 90 510    | 7,04%     |
|         | PRB     | Ronaldo Martins   | 51 687    | 4,02%     |
|         | PSOL    | João Alfredo      | 18 048    | 1,4%      |
|         | PHS     | Tin Gomes         | 4 616     | 0,36%     |
|         | PSTU    | Francisco Gonzaga | 2 187     | 0,17%     |
| Totais  | Totais  | Totais            | 1 286 510 |           |
| Fonte:  |         |                   |           |           |

#### Segundo turno
| Partido | Partido | Candidato       | Votos     | Votos (%) |
| ------- | ------- | --------------- | --------- | --------- |
|         | PDT     | Roberto Cláudio | 678 847   | 53,57%    |
|         | PR      | Capitão Wagner  | 588 451   | 46,43%    |
| Totais  | Totais  | Totais          | 1 267 298 |           |
| Fonte:  |         |                 |           |           |

### Vereador
O quociente eleitoral para esta eleição foi de 29 200 votos.

#### Resultados por Coligação
| Partido/Coligação | Nome da Coligação       | Votação   | Votação | Votação   | Votação     | Vagas                | Vagas | Vagas |
| Partido/Coligação | Nome da Coligação       | Nominal   | Legenda | Total     | Porcentagem | Quociente Partidário | Média | Total |
| ----------------- | ----------------------- | --------- | ------- | --------- | ----------- | -------------------- | ----- | ----- |
| PCB/PSOL          | A Fortaleza que Resiste | 24 860    | 3 935   | 28 795    | 2,29        | 0                    | 0     | 0     |
| PDT/PP/PTB/PROS   | Sem nome                | 234 722   | 29 964  | 264 686   | 21,08       | 9                    | 2     | 11    |
| PEN               | Sem nome                | 46 436    | 675     | 47 111    | 3,75        | 1                    | 1     | 2     |
| PHS/PMN/PTdoB     | Sem nome                | 26 982    | 1 216   | 28 198    | 2,25        | 0                    | 0     | 0     |
| PMDB              | Sem nome                | 32 019    | 1 261   | 33 280    | 2,65        | 1                    | 0     | 1     |
| PPL               | Sem nome                | 74 649    | 730     | 75 379    | 6,00        | 2                    | 1     | 3     |
| PPS               | Sem nome                | 65 190    | 1 171   | 66 361    | 5,29        | 2                    | 0     | 2     |
| PR/SD             | Um Novo Caminho         | 133 378   | 18 669  | 152 047   | 12,11       | 5                    | 1     | 6     |
| PRB               | Sem nome                | 29 569    | 3 562   | 33 131    | 2,64        | 1                    | 0     | 1     |
| PRP               | Sem nome                | 52 469    | 791     | 53 260    | 4,24        | 1                    | 1     | 2     |
| PRTB              | Sem nome                | 104 431   | 1 059   | 105 490   | 8,40        | 3                    | 1     | 4     |
| PSD/DEM/PCdoB/PMB | Fortaleza pra Vencer    | 80 108    | 2 440   | 82 548    | 6,57        | 2                    | 1     | 3     |
| PSDB              | Sem nome                | 42 260    | 1 434   | 43 694    | 3,48        | 1                    | 0     | 1     |
| PSDC/PV/PSC       | Avança Fortaleza        | 44 718    | 1 397   | 46 115    | 3,67        | 1                    | 0     | 1     |
| PSL               | Sem nome                | 33 694    | 536     | 34 230    | 2,73        | 1                    | 0     | 1     |
| PSTU              | Sem nome                | 1 417     | 466     | 1 883     | 0,15        | 0                    | 0     | 0     |
| PT                | Sem nome                | 35 863    | 14 539  | 50 402    | 4,01        | 1                    | 1     | 2     |
| PTC               | Sem nome                | 54 529    | 661     | 55 190    | 4,40        | 1                    | 1     | 2     |
| PTN               | Sem nome                | 38 038    | 694     | 38 732    | 3,08        | 1                    | 0     | 1     |
| REDE/PSB          | Você Pode Acreditar     | 11 387    | 3 685   | 15 072    | 1,20        | 0                    | 0     | 0     |
| TOTAL             | TOTAL                   | 1 166 719 | 88 885  | 1 255 604 | 100,0       | 33                   | 10    | 43    |
| Fonte:            |                         |           |         |           |             |                      |       |       |

#### Eleitos
| Candidato(a)          | Partido | Votação     | Votação |
| Candidato(a)          | Partido | Porcentagem | Total   |
| --------------------- | ------- | ----------- | ------- |
| Célio Studart         | SD      | 3,05%       | 38 278  |
| Adail Jr              | PDT     | 1,27%       | 15 912  |
| Salmito               | PDT     | 1,24%       | 15 551  |
| Antônio Henrique      | PDT     | 1,07%       | 13 411  |
| Iraguassú Filho       | PDT     | 0,97%       | 12 204  |
| Renan Colares         | PDT     | 0,92%       | 11 525  |
| Dr. Elpídio           | PDT     | 0,83%       | 10 394  |
| Benigno Júnior        | PSD     | 0,72%       | 9 082   |
| Didi Mangueira        | PDT     | 0,72%       | 9 010   |
| Márcio Cruz           | PSD     | 0,68%       | 8 599   |
| Evaldo Costa          | PRB     | 0,68%       | 8 586   |
| Mairton Félix         | PDT     | 0,66%       | 8 323   |
| Jonh Monteiro         | PDT     | 0,66%       | 8 322   |
| Dr Luciram Girão      | PDT     | 0,66%       | 8 239   |
| Professor Evaldo Lima | PCdoB   | 0,65%       | 8 149   |
| Zier Férrer           | PDT     | 0,65%       | 8 134   |
| Paulo Martins         | PRTB    | 0,64%       | 8 004   |
| Odécio Carneiro       | SD      | 0,63%       | 7 877   |
| Marcelo Lemos         | PSL     | 0,63%       | 7 869   |
| Soldado Noelio        | PR      | 0,60%       | 7 528   |
| Bá                    | PTC     | 0,58%       | 7 337   |
| Cláudia Gomes         | PTC     | 0,58%       | 7 307   |
| Marta Gonçalves       | PEN     | 0,53%       | 6 685   |
| José Freire           | PEN     | 0,53%       | 6 598   |
| Emanuel Acrizio       | PRP     | 0,52%       | 6 500   |
| Guilherme             | PT      | 0,50%       | 6 317   |
| Acrísio Sena          | PT      | 0,50%       | 6 239   |
| Frota Cavalcante      | PTN     | 0,50%       | 6 228   |
| Jorge Pinheiro        | PSDC    | 0,48%       | 5 969   |
| Julierme Sena         | PR      | 0,47%       | 5 938   |
| Plácido               | PSDB    | 0,46%       | 5 804   |
| Priscila Costa        | PRTB    | 0,44%       | 5 491   |
| Portinho              | PRTB    | 0,44%       | 5 466   |
| Esio Feitosa          | PPL     | 0,44%       | 5 466   |
| Casimiro Neto         | PMDB    | 0,42%       | 5 282   |
| Michel Lins           | PPS     | 0,42%       | 5 275   |
| Gardel Rolim          | PPL     | 0,41%       | 5 107   |
| Raimundo Filho        | PRTB    | 0,40%       | 5 079   |
| Marilia do Posto      | PRP     | 0,37%       | 4 639   |
| Larissa Gaspar        | PPL     | 0,35%       | 4 445   |
| Idalmir Feitosa       | PR      | 0,35%       | 4 338   |
| Marcio Martins        | PR      | 0,35%       | 4 309   |
| Dummar Ribeiro        | PPS     | 0,25%       | 3 115   |